# Lista över fornlämningar i Uppsala kommun (Bladåker)
Lista över fornlämningar i Uppsala kommun (Bladåker) är en förteckning av ett urval av de fornlämningar som finns i Bladåker i Uppsala kommun.
| Namn                      | Lämningstyp                      | Tillkomsttid | Historisk indelning | Plats | Läge                 | ID-nr          | Bild                                      |
| ------------------------- | -------------------------------- | ------------ | ------------------- | ----- | -------------------- | -------------- | ----------------------------------------- |
| Bladåker 5:1              | Röse                             |              | Bladåker, Uppland   |       | 60.019954, 18.281137 | 10020800050001 | Ladda upp en bild av detta fornminne      |
| Bladåker 6:1              | Röse                             |              | Bladåker, Uppland   |       | 60.016274, 18.293249 | 10020800060001 | Ladda upp en bild av detta fornminne      |
| Bladåker 6:2              | Stensättning                     |              | Bladåker, Uppland   |       | 60.015918, 18.293890 | 10020800060002 | Ladda upp en bild av detta fornminne      |
| Bladåker 6:3              | Röse                             |              | Bladåker, Uppland   |       | 60.015755, 18.294591 | 10020800060003 | Ladda upp en bild av detta fornminne      |
| Bladåker 7:1              | Röse                             |              | Bladåker, Uppland   |       | 60.021397, 18.282042 | 10020800070001 | Ladda upp en bild av detta fornminne      |
| Bladåker 7:2              | Stensättning                     |              | Bladåker, Uppland   |       | 60.021282, 18.282050 | 10020800070002 | Ladda upp en bild av detta fornminne      |
| Bladåker 8:1              | Röse                             |              | Bladåker, Uppland   |       | 60.020727, 18.282129 | 10020800080001 | Ladda upp en bild av detta fornminne      |
| Bladåker 8:2              | Röse                             |              | Bladåker, Uppland   |       | 60.020825, 18.282324 | 10020800080002 | Ladda upp en bild av detta fornminne      |
| Bladåker 10:1             | Röse                             |              | Bladåker, Uppland   |       | 60.021780, 18.284134 | 10020800100001 | Ladda upp en bild av detta fornminne      |
| Bladåker 13:1             | Röse                             |              | Bladåker, Uppland   |       | 60.023611, 18.282390 | 10020800130001 | Ladda upp en bild av detta fornminne      |
| Bladåker 13:2             | Stensättning                     |              | Bladåker, Uppland   |       | 60.023643, 18.283186 | 10020800130002 | Ladda upp en bild av detta fornminne      |
| Bladåker 14:1             | Stensättning                     |              | Bladåker, Uppland   |       | 60.018860, 18.281278 | 10020800140001 | Ladda upp en bild av detta fornminne      |
| Bladåker 16:5             | Stensättning                     |              | Bladåker, Uppland   |       | 60.014585, 18.277792 | 10020800160005 | Ladda upp en bild av detta fornminne      |
| Bladåker 17:1             | Grav- och boplatsområde          |              | Bladåker, Uppland   |       | 60.017056, 18.273299 | 10020800170001 | Ladda upp en bild av detta fornminne      |
| Bladåker 18:1             | Röse                             |              | Bladåker, Uppland   |       | 60.016288, 18.273514 | 10020800180001 | Ladda upp en bild av detta fornminne      |
| Bladåker 19:1             | Röse                             |              | Bladåker, Uppland   |       | 60.020763, 18.285000 | 10020800190001 | Ladda upp en bild av detta fornminne      |
| Bladåker 19:2             | Stensättning                     |              | Bladåker, Uppland   |       | 60.021025, 18.284864 | 10020800190002 | Ladda upp en bild av detta fornminne      |
| Bladåker 20:1             | Röse                             |              | Bladåker, Uppland   |       | 60.015002, 18.297204 | 10020800200001 | Ladda upp en bild av detta fornminne      |
| Bladåker 20:2             | Röse                             |              | Bladåker, Uppland   |       | 60.014797, 18.297391 | 10020800200002 | Ladda upp en bild av detta fornminne      |
| Bladåker 21:1             | Röse                             |              | Bladåker, Uppland   |       | 60.014597, 18.294981 | 10020800210001 | Ladda upp en bild av detta fornminne      |
| Bladåker 21:2             | Röse                             |              | Bladåker, Uppland   |       | 60.014718, 18.294768 | 10020800210002 | Ladda upp en bild av detta fornminne      |
| Bladåker 22:1             | Stensättning                     |              | Bladåker, Uppland   |       | 60.016705, 18.274862 | 10020800220001 | Ladda upp en bild av detta fornminne      |
| Bladåker 22:2             | Stensättning                     |              | Bladåker, Uppland   |       | 60.016572, 18.275023 | 10020800220002 | Ladda upp en bild av detta fornminne      |
| Bladåker 26:1             | Stensättning                     |              | Bladåker, Uppland   |       | 60.019408, 18.276454 | 10020800260001 | Ladda upp en bild av detta fornminne      |
| Bladåker 26:3             | Stensättning                     |              | Bladåker, Uppland   |       | 60.019085, 18.276681 | 10020800260003 | Ladda upp en bild av detta fornminne      |
| Bladåker 27:1             | Röse                             |              | Bladåker, Uppland   |       | 60.024523, 18.298356 | 10020800270001 | Ladda upp en bild av detta fornminne      |
| Bladåker 27:2             | Stensättning                     |              | Bladåker, Uppland   |       | 60.024406, 18.297819 | 10020800270002 | Ladda upp en bild av detta fornminne      |
| Bladåker 28:1             | Gravfält                         |              | Bladåker, Uppland   |       | 60.020544, 18.298585 | 10020800280001 | Ladda upp en bild av detta fornminne      |
| Bladåker 31:1             | Röse                             |              | Bladåker, Uppland   |       | 60.027267, 18.267059 | 10020800310001 | Ladda upp en bild av detta fornminne      |
| Bladåker 33:1             | Gravfält                         |              | Bladåker, Uppland   |       | 60.027307, 18.242008 | 10020800330001 | Ladda upp en bild av detta fornminne      |
| Bladåker 34:1             | Gravfält                         |              | Bladåker, Uppland   |       | 60.028188, 18.245015 | 10020800340001 | Ladda upp en bild av detta fornminne      |
| Bladåker 35:1             | Hög                              |              | Bladåker, Uppland   |       | 60.026735, 18.247455 | 10020800350001 | Ladda upp en bild av detta fornminne      |
| Bladåker 35:2             | Hög                              |              | Bladåker, Uppland   |       | 60.026777, 18.247656 | 10020800350002 | Ladda upp en bild av detta fornminne      |
| Bladåker 36:1             | Gravfält                         |              | Bladåker, Uppland   |       | 60.027447, 18.246752 | 10020800360001 | Ladda upp en bild av detta fornminne      |
| Bladåker 37:1             | Gravfält                         |              | Bladåker, Uppland   |       | 60.025118, 18.242094 | 10020800370001 | Ladda upp en bild av detta fornminne      |
| Bladåker 40:1             | Hög                              |              | Bladåker, Uppland   |       | 60.022772, 18.241459 | 10020800400001 | Ladda upp en bild av detta fornminne      |
| Bladåker 41:1             | Gravfält                         |              | Bladåker, Uppland   |       | 60.023091, 18.248080 | 10020800410001 | Ladda upp en bild av detta fornminne      |
| Bladåker 42:1             | Stensättning                     |              | Bladåker, Uppland   |       | 60.016848, 18.251616 | 10020800420001 | Ladda upp en bild av detta fornminne      |
| Bladåker 43:1             | Stensättning                     |              | Bladåker, Uppland   |       | 60.017878, 18.251595 | 10020800430001 | Ladda upp en bild av detta fornminne      |
| Onsgärdet (Bladåker 47:1) | Gravfält                         |              | Bladåker, Uppland   |       | 60.004373, 18.227766 | 10020800470001 | Ladda upp en bild av detta fornminne      |
| Husholmen (Bladåker 48:1) | Husgrund, förhistorisk/medeltida |              | Bladåker, Uppland   |       | 60.001389, 18.222725 | 10020800480001 | Ladda upp en bild av detta fornminne      |
| Husholmen (Bladåker 48:2) | Husgrund, förhistorisk/medeltida |              | Bladåker, Uppland   |       | 60.001346, 18.222348 | 10020800480002 | Ladda upp en bild av detta fornminne      |
| Bladåker 49:1             | Grav markerad av sten/block      |              | Bladåker, Uppland   |       | 60.000655, 18.259913 | 10020800490001 | Ladda upp en bild av detta fornminne      |
| Bladåker 51:1             | Hög                              |              | Bladåker, Uppland   |       | 60.025253, 18.243813 | 10020800510001 | Ladda upp en bild av detta fornminne      |
| Bladåker 52:1             | Stensättning                     |              | Bladåker, Uppland   |       | 60.028876, 18.245838 | 10020800520001 | Ladda upp en bild av detta fornminne      |
| Bladåker 52:2             | Stensättning                     |              | Bladåker, Uppland   |       | 60.028930, 18.246341 | 10020800520002 | Ladda upp en bild av detta fornminne      |
| Bladåker 53:1             | Gravfält                         |              | Bladåker, Uppland   |       | 60.023332, 18.242233 | 10020800530001 | Ladda upp en bild av detta fornminne      |
| Bladåker 54:1             | Gravfält                         |              | Bladåker, Uppland   |       | 60.023875, 18.241612 | 10020800540001 | Ladda upp en bild av detta fornminne      |
| Bladåker 55:1             | Stensättning                     |              | Bladåker, Uppland   |       | 60.024354, 18.242205 | 10020800550001 | Ladda upp en bild av detta fornminne      |
| Bladåker 55:2             | Stensättning                     |              | Bladåker, Uppland   |       | 60.024548, 18.242648 | 10020800550002 | Ladda upp en bild av detta fornminne      |
| Bladåker 57:1             | Gravfält                         |              | Bladåker, Uppland   |       | 60.007110, 18.252807 | 10020800570001 | Ladda upp en bild av detta fornminne      |
| Onskullen (Bladåker 59:1) | Hög                              |              | Bladåker, Uppland   |       | 60.004399, 18.228944 | 10020800590001 | Ladda upp en bild av detta fornminne      |
| Onskullen (Bladåker 59:2) | Stensättning                     |              | Bladåker, Uppland   |       | 60.004358, 18.229238 | 10020800590002 | Ladda upp en bild av detta fornminne      |
| Onskullen (Bladåker 59:3) | Stensättning                     |              | Bladåker, Uppland   |       | 60.004277, 18.229160 | 10020800590003 | Ladda upp en bild av detta fornminne      |
| Onskullen (Bladåker 59:4) | Stensättning                     |              | Bladåker, Uppland   |       | 60.004298, 18.228954 | 10020800590004 | Ladda upp en bild av detta fornminne      |
| Bladåker 61:1             | Gravfält                         |              | Bladåker, Uppland   |       | 59.986317, 18.259163 | 10020800610001 | Ladda upp en bild av detta fornminne      |
| Bladåker 62:1             | Stensättning                     |              | Bladåker, Uppland   |       | 59.986902, 18.261366 | 10020800620001 | Ladda upp en bild av detta fornminne      |
| Bladåker 63:1             | Gravfält                         |              | Bladåker, Uppland   |       | 59.978668, 18.260700 | 10020800630001 | Ladda upp en bild av detta fornminne      |
| Bladåker 64:1             | Gravfält                         |              | Bladåker, Uppland   |       | 59.977927, 18.258980 | 10020800640001 | Ladda upp en bild av detta fornminne      |
| Bladåker 66:1             | Gravfält                         |              | Bladåker, Uppland   |       | 59.981263, 18.257615 | 10020800660001 | Ladda upp en bild av detta fornminne      |
| Bladåker 69:1             | Röse                             |              | Bladåker, Uppland   |       | 60.015676, 18.292219 | 10020800690001 | Ladda upp en bild av detta fornminne      |
| Bladåker 69:2             | Stensättning                     |              | Bladåker, Uppland   |       | 60.015580, 18.292361 | 10020800690002 | Ladda upp en bild av detta fornminne      |
| Bladåker 70:1             | Stensättning                     |              | Bladåker, Uppland   |       | 60.017524, 18.278930 | 10020800700001 | Ladda upp en bild av detta fornminne      |
| Bladåker 70:2             | Stensättning                     |              | Bladåker, Uppland   |       | 60.017658, 18.278370 | 10020800700002 | Ladda upp en bild av detta fornminne      |
| Bladåker 71:1             | Röse                             |              | Bladåker, Uppland   |       | 60.020647, 18.301571 | 10020800710001 | Ladda upp en bild av detta fornminne      |
| Bladåker 72:1             | Röse                             |              | Bladåker, Uppland   |       | 60.018670, 18.304687 | 10020800720001 | Ladda upp en bild av detta fornminne      |
| Bladåker 72:2             | Stensättning                     |              | Bladåker, Uppland   |       | 60.018629, 18.304404 | 10020800720002 | Ladda upp en bild av detta fornminne      |
| Bladåker 72:3             | Röse                             |              | Bladåker, Uppland   |       | 60.018428, 18.303543 | 10020800720003 | Ladda upp en bild av detta fornminne      |
| Bladåker 73:1             | Röse                             |              | Bladåker, Uppland   |       | 60.021440, 18.302144 | 10020800730001 | Ladda upp en bild av detta fornminne      |
| Bladåker 75:1             | Gravfält                         |              | Bladåker, Uppland   |       | 60.005603, 18.230652 | 10020800750001 | Ladda upp en bild av detta fornminne      |
| Bladåker 76:1             | Gravfält                         |              | Bladåker, Uppland   |       | 60.003672, 18.230664 | 10020800760001 | Ladda upp en bild av detta fornminne      |
| Bladåker 77:1             | Stensättning                     |              | Bladåker, Uppland   |       | 60.004656, 18.230648 | 10020800770001 | Ladda upp en bild av detta fornminne      |
| Bladåker 77:2             | Hög                              |              | Bladåker, Uppland   |       | 60.004555, 18.230844 | 10020800770002 | Ladda upp en bild av detta fornminne      |
| Bladåker 79:1             | Gravfält                         |              | Bladåker, Uppland   |       | 60.006725, 18.233908 | 10020800790001 | Ladda upp en bild av detta fornminne      |
| Bladåker 80:1             | Röse                             |              | Bladåker, Uppland   |       | 60.008699, 18.237054 | 10020800800001 | Ladda upp en bild av detta fornminne      |
| Bladåker 81:1             | Gravfält                         |              | Bladåker, Uppland   |       | 60.007057, 18.240093 | 10020800810001 | Ladda upp en bild av detta fornminne      |
| Bladåker 82:1             | Gravfält                         |              | Bladåker, Uppland   |       | 60.008669, 18.243327 | 10020800820001 | Ladda upp en bild av detta fornminne      |
| Bladåker 83:1             | Gravfält                         |              | Bladåker, Uppland   |       | 60.009085, 18.246477 | 10020800830001 | Ladda upp en till bild av detta fornminne |
| Bladåker 84:1             | Gravfält                         |              | Bladåker, Uppland   |       | 60.017407, 18.243620 | 10020800840001 | Ladda upp en bild av detta fornminne      |
| Bladåker 85:1             | Stensättning                     |              | Bladåker, Uppland   |       | 60.000149, 18.260409 | 10020800850001 | Ladda upp en bild av detta fornminne      |
| Bladåker 87:1             | Gravfält                         |              | Bladåker, Uppland   |       | 60.011650, 18.249263 | 10020800870001 | Ladda upp en bild av detta fornminne      |
| Bladåker 88:1             | Stensättning                     |              | Bladåker, Uppland   |       | 60.012202, 18.249948 | 10020800880001 | Ladda upp en bild av detta fornminne      |
| Bladåker 89:1             | Stensättning                     |              | Bladåker, Uppland   |       | 60.019488, 18.250943 | 10020800890001 | Ladda upp en bild av detta fornminne      |
| Bladåker 89:2             | Stensättning                     |              | Bladåker, Uppland   |       | 60.019590, 18.251131 | 10020800890002 | Ladda upp en bild av detta fornminne      |
| Bladåker 91:1             | Gravfält                         |              | Bladåker, Uppland   |       | 60.024384, 18.240280 | 10020800910001 | Ladda upp en bild av detta fornminne      |
| Bladåker 93:1             | Gravfält                         |              | Bladåker, Uppland   |       | 59.984384, 18.262420 | 10020800930001 | Ladda upp en bild av detta fornminne      |
| Bladåker 94:1             | Gravfält                         |              | Bladåker, Uppland   |       | 59.986745, 18.263336 | 10020800940001 | Ladda upp en bild av detta fornminne      |
| Bladåker 95:1             | Gravfält                         |              | Bladåker, Uppland   |       | 59.985059, 18.240889 | 10020800950001 | Ladda upp en bild av detta fornminne      |
| Bladåker 96:1             | Stensättning                     |              | Bladåker, Uppland   |       | 59.985616, 18.235509 | 10020800960001 | Ladda upp en bild av detta fornminne      |
| Bladåker 97:1             | Gravfält                         |              | Bladåker, Uppland   |       | 59.977311, 18.266671 | 10020800970001 | Ladda upp en bild av detta fornminne      |
| Bladåker 98:1             | Gravfält                         |              | Bladåker, Uppland   |       | 59.980268, 18.261307 | 10020800980001 | Ladda upp en bild av detta fornminne      |
| Bladåker 103:1            | Stensättning                     |              | Bladåker, Uppland   |       | 60.058972, 18.370052 | 10020801030001 | Ladda upp en bild av detta fornminne      |
| Bladåker 103:2            | Stensättning                     |              | Bladåker, Uppland   |       | 60.058612, 18.370206 | 10020801030002 | Ladda upp en bild av detta fornminne      |
| Bladåker 105:1            | Stensättning                     |              | Bladåker, Uppland   |       | 60.058451, 18.363047 | 10020801050001 | Ladda upp en bild av detta fornminne      |
| Bladåker 105:2            | Stensättning                     |              | Bladåker, Uppland   |       | 60.058648, 18.362987 | 10020801050002 | Ladda upp en bild av detta fornminne      |
| Bladåker 105:3            | Stensättning                     |              | Bladåker, Uppland   |       | 60.058729, 18.363148 | 10020801050003 | Ladda upp en bild av detta fornminne      |
| Bladåker 108:1            | Stensättning                     |              | Bladåker, Uppland   |       | 60.059296, 18.361839 | 10020801080001 | Ladda upp en bild av detta fornminne      |
| Bladåker 108:2            | Stensättning                     |              | Bladåker, Uppland   |       | 60.059176, 18.361574 | 10020801080002 | Ladda upp en bild av detta fornminne      |
| Bladåker 129:1            | Stensättning                     |              | Bladåker, Uppland   |       | 59.972078, 18.282175 | 10020801290001 | Ladda upp en bild av detta fornminne      |
| Bladåker 130:1            | Röse                             |              | Bladåker, Uppland   |       | 60.021102, 18.305084 | 10020801300001 | Ladda upp en bild av detta fornminne      |
| Bladåker 131:1            | Röse                             |              | Bladåker, Uppland   |       | 60.020290, 18.304986 | 10020801310001 | Ladda upp en bild av detta fornminne      |
| Bladåker 132:1            | Röse                             |              | Bladåker, Uppland   |       | 60.018550, 18.302397 | 10020801320001 | Ladda upp en bild av detta fornminne      |
| Bladåker 133:1            | Röse                             |              | Bladåker, Uppland   |       | 60.018555, 18.301142 | 10020801330001 | Ladda upp en bild av detta fornminne      |
| Bladåker 133:2            | Röse                             |              | Bladåker, Uppland   |       | 60.018440, 18.301387 | 10020801330002 | Ladda upp en bild av detta fornminne      |
| Bladåker 139:1            | Stensättning                     |              | Bladåker, Uppland   |       | 59.998938, 18.262707 | 10020801390001 | Ladda upp en bild av detta fornminne      |
| Bladåker 142:1            | Röse                             |              | Bladåker, Uppland   |       | 60.023148, 18.293849 | 10020801420001 | Ladda upp en bild av detta fornminne      |
| Bladåker 150:1            | Stensättning                     |              | Bladåker, Uppland   |       | 60.018032, 18.301908 | 10020801500001 | Ladda upp en bild av detta fornminne      |
| Bladåker 182:1            | Stensättning                     |              | Bladåker, Uppland   |       | 60.059826, 18.363276 | 10020801820001 | Ladda upp en bild av detta fornminne      |
| Bladåker 194              | Husgrund, förhistorisk/medeltida |              | Bladåker, Uppland   |       | 59.979488, 18.267541 | 12000000007619 | Ladda upp en bild av detta fornminne      |
| Bladåker 199              | Röse                             |              | Bladåker, Uppland   |       | 60.024980, 18.263876 | 12000000123980 | Ladda upp en bild av detta fornminne      |
| Bladåker 203              | Röse                             |              | Bladåker, Uppland   |       | 60.025055, 18.263492 | 12000000123986 | Ladda upp en bild av detta fornminne      |
| Bladåker 204              | Röse                             |              | Bladåker, Uppland   |       | 60.024721, 18.262821 | 12000000123987 | Ladda upp en bild av detta fornminne      |
| Bladåker 206              | Stensättning                     |              | Bladåker, Uppland   |       | 60.025393, 18.262253 | 12000000123989 | Ladda upp en bild av detta fornminne      |